# Estació de Puigcerdà
Puigcerdà es una estació ferroviària que dona servei a la vila de Puigcerdà i a la Baixa Cerdanya, ubicada a la línia Ripoll-Puigcerdà d'Adif. Actualment només hi paren trens de la R3 de Rodalies de Catalunya però antigament els trens d'ample estàndard de SNCF havien efectuat parades en aquesta estació, actualment el rol d'estació internacional l'ha assumit exclusivament la Tor de Querol - Enveig. És una obra inclosa en l'Inventari del Patrimoni Arquitectònic de Catalunya.

## Història
Aquesta estació del Ferrocarril Transpirinenc, tal com es coneixia la línia de Ripoll a Puigcerdà, va entrar en servei a la fi de l'any 1922 quan es va obrir el tram entre la Molina i Puigcerdà, mesos després de l'obertura del tram Ribes de Freser - la Molina. 6 anys més tard, el 1928, la línia es perllongava fins a la Tor de Querol. El 1929 arribava a l'estació la línia Portet-La Tor de Querol d'ample internacional quedant la connexió transfronterera i el Transpirinenc inaugurats.
El 1967 van deixar d'arribar els trens de la SCNF que arribaven a l'estació utilitzant les vies d'ample imternacional, recorregut que es va veure escurçat a la la Tor de Querol.
Actualment només s'utilitzen tres vies, dues d'elles amb dues andanes comunicades mitjançant passos a nivell. L'edifici de viatgers té dues plantes i es troba a la dreta de les vies. L'andana principal disposa d'una porxada al llarg de tot l'edifici de viatgers. Tot i que no es fan servir, l'estació disposa de dues vies d'ample estàndard teòricament llestes per acollir trens d'ample estàndard, ja que són vies dotades de catenària amb una andana central. De tota manera, la via està coberta de vegetació i en un estat que fa inviable aquesta opció. Hi havia hagut un pas subterrani, ara tapiat, per enllaçar amb aquestes andanes. Antigament l'estació havia disposat de més vies, dels dos amples, la majoria de les quals es conserven però ja no estan enllaçades amb les vies generals ni tampoc disposen de catenària.
L'any 2016 va registrar l'entrada de 35.000 passatgers.

## Serveis ferroviaris
| Rodalia de Barcelona      |                           |       |          |                           |
| Procedència/Destinació    | <                         | Línia | >        | Procedència/Destinació    |
| terminal La Tor de Querol | terminal La Tor de Querol |       | Urtx-Alp | L'Hospitalet de Llobregat |

## Galeria d'imatges

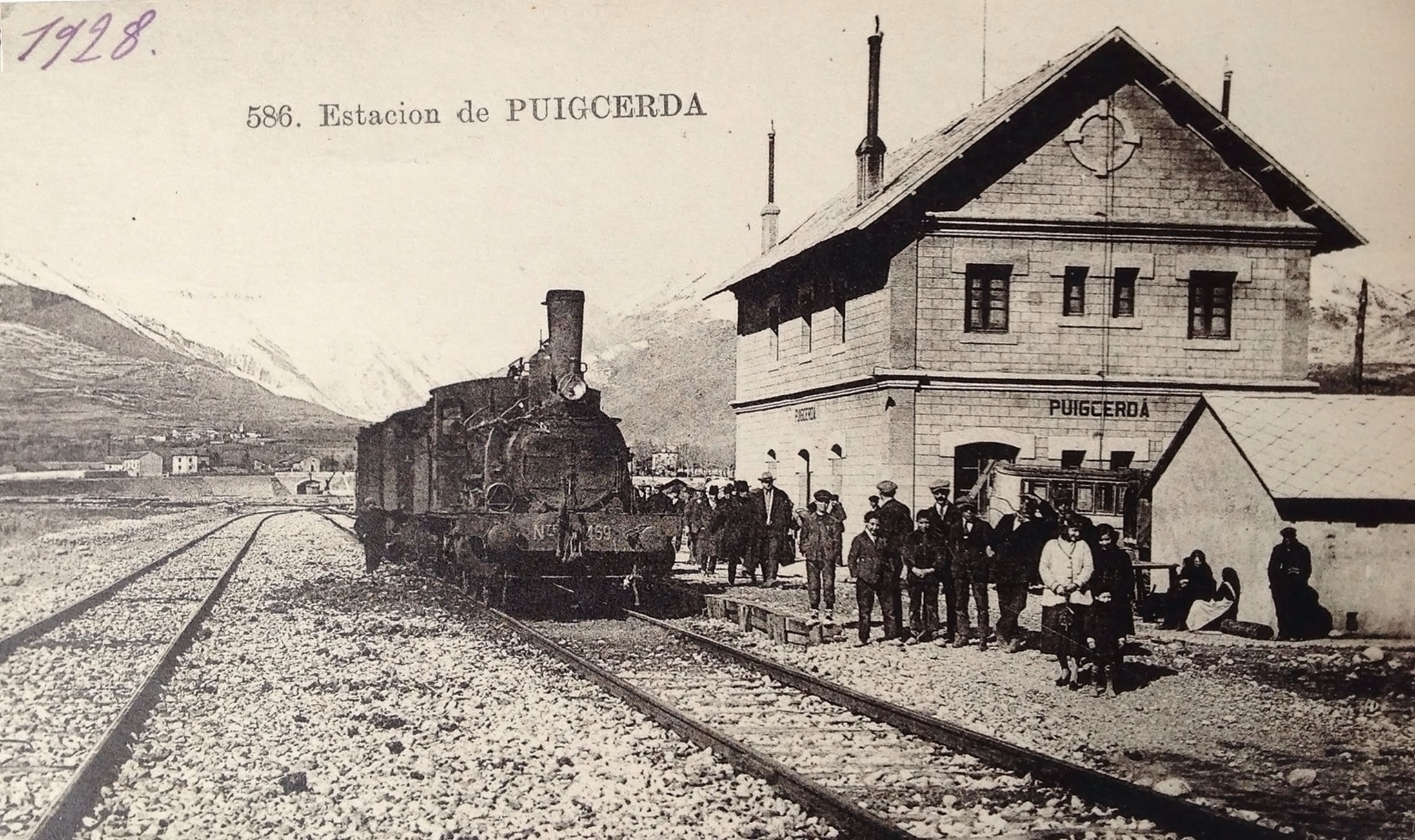
L'estació entre 1922 i 1928
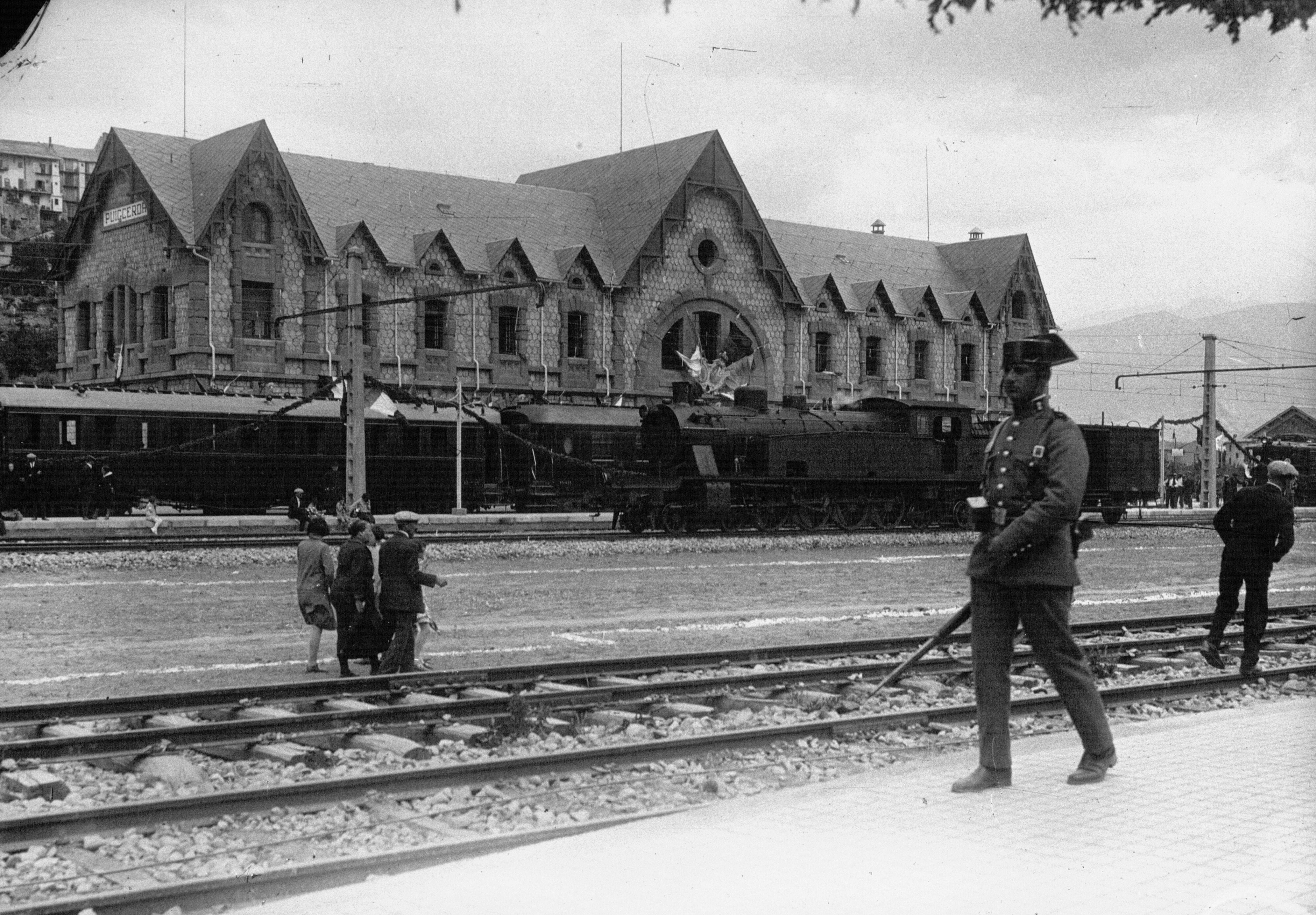
Inauguració del Transpirinenc el 1929
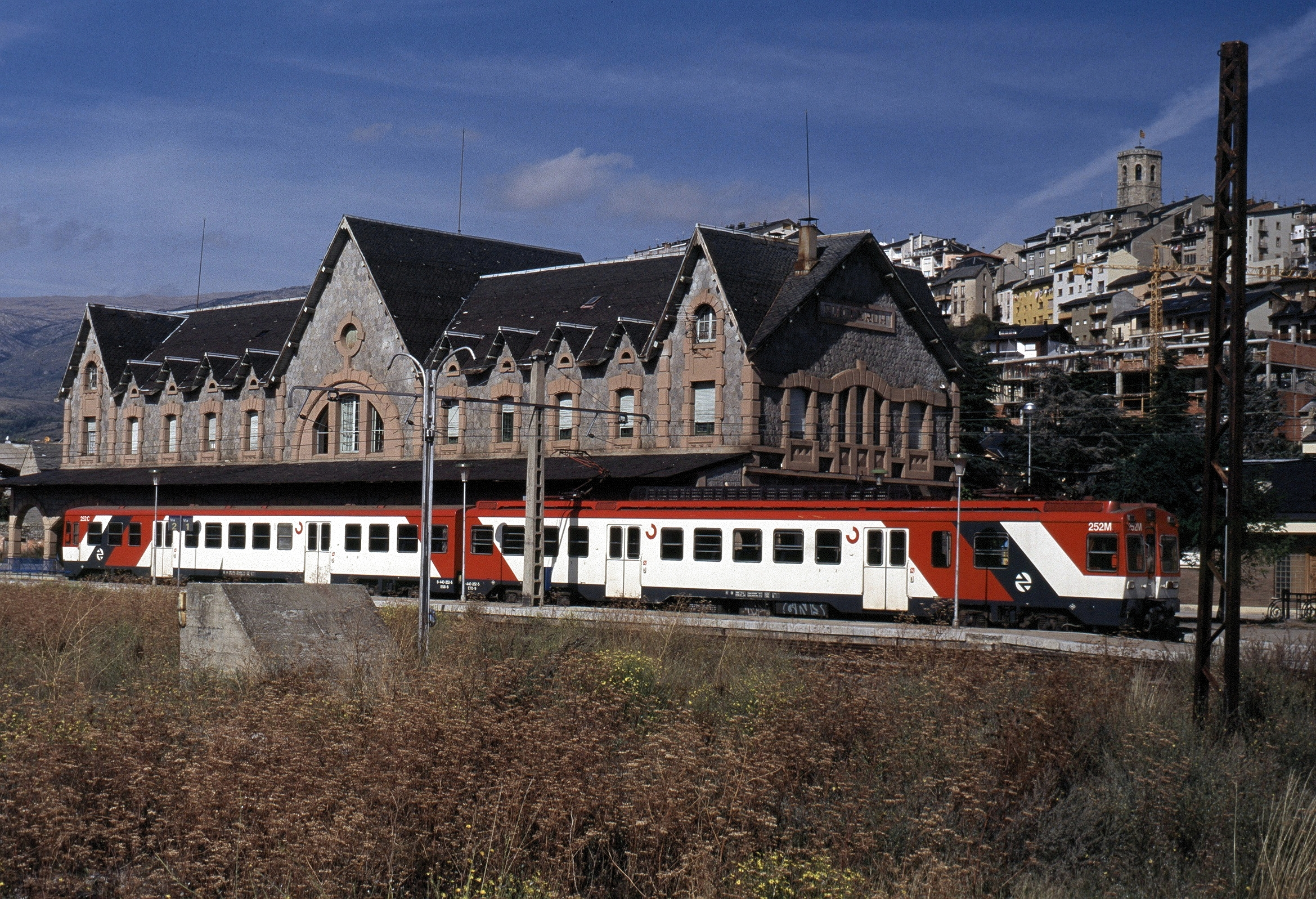
Unitat 440 a l'estació el 1998
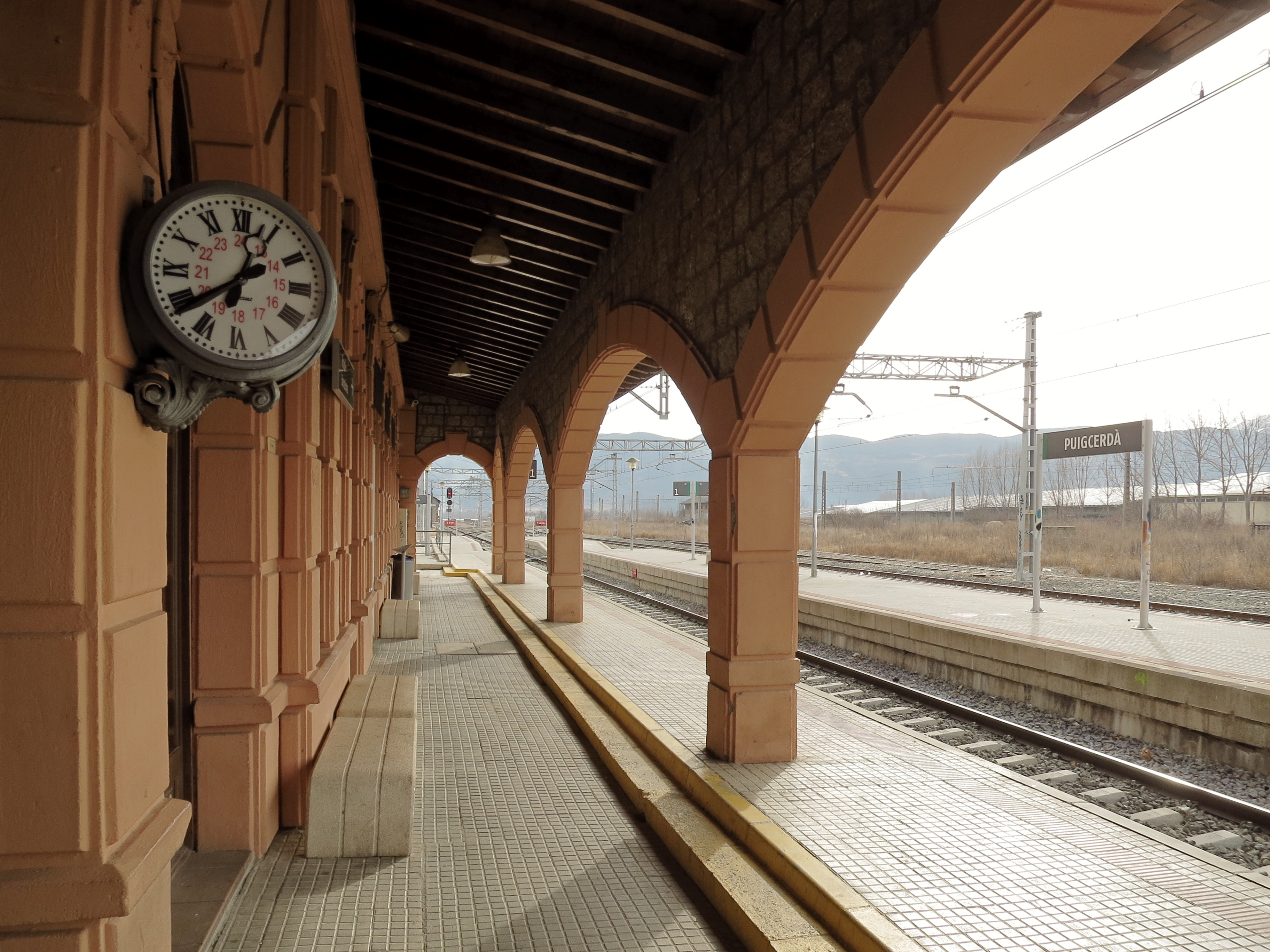
Andanes en servei de l'estació
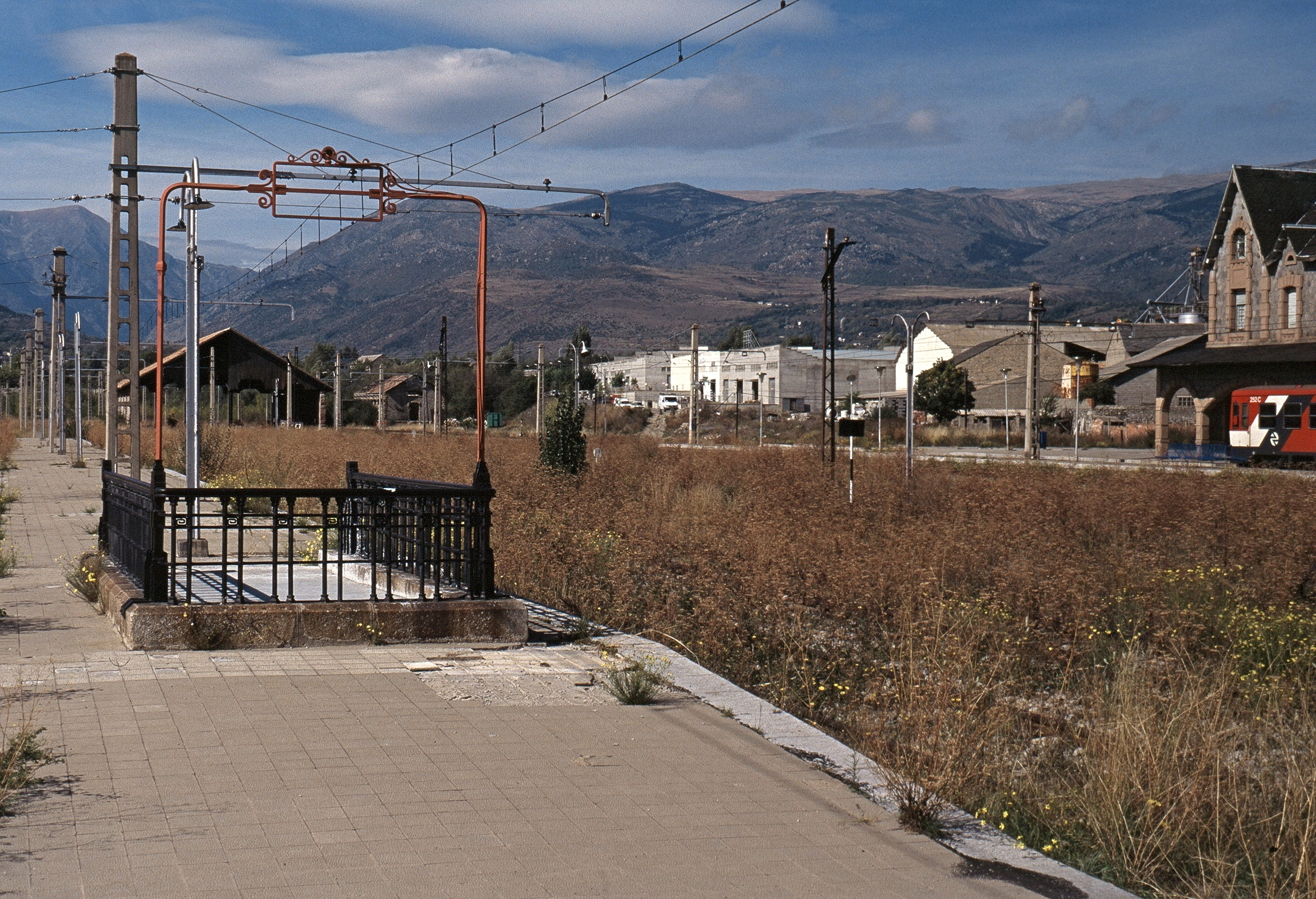
Andana a la via d'ample internacional fora de servei